# Xenotoplana tridentis
Xenotoplana tridentis är en plattmaskart som beskrevs av Ax 1984. Xenotoplana tridentis ingår i släktet Xenotoplana och familjen Otoplanidae. Inga underarter finns listade i Catalogue of Life.